# 上田昭夫
上田 昭夫（うえだ あきお、 1952年10月21日 - 2015年7月23日）は、日本のラグビー選手(SH)及び指導者。元日本代表でキャップ6。元慶應義塾體育會蹴球部（以下、慶大）監督。フジテレビジョン社員としてニュースキャスターを務めたことでも知られる。

## 来歴・人物
東京都豊島区目白出身。父親は慶應義塾大学医学部出身の医師・衛生学者。慶應義塾幼稚舎、慶應義塾普通部、慶應義塾高等学校、慶應義塾大学商学部卒業。幼稚舎2年次に発生した雅樹ちゃん誘拐殺人事件で犠牲になった児童は、上田の幼稚舎時代の同級生であった。幼稚舎5年次よりラグビーを始める。大学在学中は蹴球部（ラグビー部）に所属し、4年生の時に主将を務めた。高校の同期に作曲家の吉松隆がいる。

### ラグビー選手時代
大学卒業後、東京海上火災保険（現・東京海上日動火災保険）に入社。ラグビー日本代表選手として海外遠征をするなかで、競技生活を続ける決意をし入社後僅か半年でラグビー部のあるトヨタ自動車工業（以下、トヨタ自工）へ転職。1978年（1977年度）にはトヨタ自工ラグビー部（現・トヨタ自動車ヴェルブリッツ）で、境政義、田中伸典、高田司らとともに、全国社会人ラグビーフットボール大会及び、日本ラグビーフットボール選手権大会（以下、日本選手権）制覇。ラグビー日本代表選手としては、1975年の対ウェールズ代表戦が初キャップ試合。主に松尾雄治とハーフ団を組んだ。

### 慶大監督として日本一をもたらす
1984年、母校の慶大監督に就任。同年度の関東大学ラグビー対抗戦（以下、対抗戦）で優勝に導く。その後、全国大学ラグビーフットボール選手権大会（以下、大学選手権）では決勝に進出し、同大会3連覇を狙う同志社大学と対戦。同志社有利という下馬評の中、最後まで健闘したが、6-10で惜敗した。
翌1985年度は後に日本代表選手となる松永敏宏、村井大次郎に加え、玉塚元一 （後のローソン社長）らが卒業した影響もあり、対抗戦ではまさかの4位に甘んじ、かろうじて、大学選手権の出場権をかけた、リーグ戦グループ（以下、リーグ戦）との交流試合へと駒を進めた。すると、この試合で同年度のリーグ戦を制した日本大学を破って大学選手権出場を決めると、大学選手権では大阪体育大学、早稲田大学を破って決勝進出。決勝は同年度に対抗戦で優勝した明治大学と対戦し、一進一退の攻防の末、12-12で引き分け。慶大として1968年度以来となる大学日本一を果たしたが、1986年1月15日に行われる日本選手権の出場権は、大学選手権決勝翌日の抽選の結果、慶大が出場権を得た。
迎えた日本選手権は、当時、上田自身がまだ在籍していたトヨタ自動車が相手。また、トヨタ自動車の当時の監督は、選手として上田とともに8年前の日本一を経験した境政義という、因縁尽くしの対戦となったが、18-13で制し、大学チームとしては、1975年度の明治大学以来、史上5校目となるラグビー日本一をもたらした。日本一となった試合の主な選手には、生田久貴、福澤克雄 （TBSテレビ、テレビディレクター、映画監督）などがいた。なお、日本一を決めた試合を最後に、上田は慶大監督を退任した。

### ニュースキャスターへ転身
その後、1987年に一芸入試でフジテレビに転職。政治部記者を経て、『FNN DATE LINE』『FNNスーパータイム』『FNN おはよう!サンライズ』などの番組で総合司会を歴任。『スーパータイム』では総合司会(メインキャスター)を務めたが、降板後にスポーツへの造詣の深さを買われ、スポーツ担当キャスターに転身している。その後、スポーツ局スポーツ業務推進センター・スポーツ業務部デスク担当部長、スポーツ局スポーツ業務推進センター・スポーツメディア事業部ゼネラルプロデューサーを経て、2012年10月に定年退職した。

### 再び大学日本一をもたらす
上田が監督を退いた後、慶大は対抗戦での成績不振が長引き、大学選手権にすら出場できない、どん底の状態が続いた。こうした惨状を受け、1994年、再び慶大監督に復帰。同時に、慶應義塾蹴球部総監督にも就任。小学校（幼稚舎）・中学校（中等部・普通部）・高等学校・大学の一貫した強化のため、マネジメントを担った。その一方で、上田は、他の強豪校に対抗するため、高校日本代表選手をはじめとする、全国の有力高校生に自ら手紙を書いて勧誘に当たった。その結果、上田が監督就任5年目以降は、熊谷良、高田晋作、和田康二といった、付属以外の高校出身者が主将となってチームを牽引。一方で、野澤武史らの付属出身者も彼らをうまくサポートした。
熊谷が主将を務めた1998年度、慶大は日本一となった1985年度以来、13年ぶりとなる大学選手権出場を決め、準決勝に進出。その後、慶大は2018年度まで大学選手権出場が続いた。続いて、高田が主将を務めた1999年度において、15年ぶりとなる対抗戦優勝を果たした。続く大学選手権では法政、日本、同志社を破り、決勝では2連覇中の関東学院大学と対戦。27-7で快勝し、日本一を果たした1985年度以来、14年ぶり3度目の大学日本一を創部100周年の節目に果たした。和田が主将を務めた2000年度は対抗戦で連覇を達成したが、大学選手権では準決勝で敗退。野澤が主将を務めた2001年度も大学選手権では準決勝で敗退し、このシーズンをもって監督を退任した。
晩年はフジテレビ在籍のままで、慶大マネジメントアドバイザーを務める他、tvk（テレビ神奈川）のラグビー解説者、FM放送の解説者として出演したほか、2009年には、日本で開かれたU20世界ラグビー選手権のトーナメントアンバサダーに就任、今大会のホストブロードキャスターであるJ SPORTSで解説も務めた。
生前は慶應義塾に対して非常に強い愛校心を持っていた。

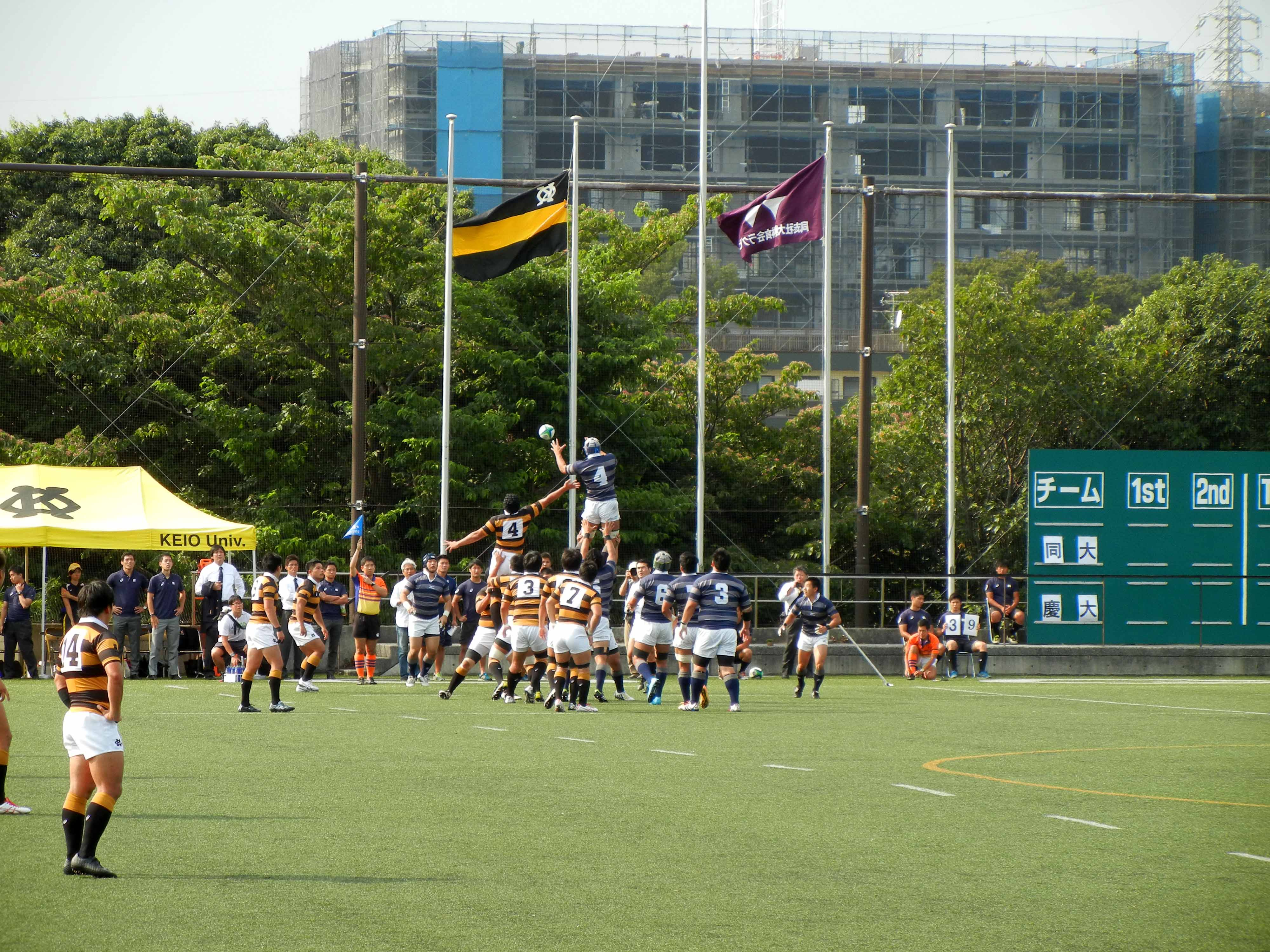
第98回慶應義塾・同志社のラグビー定期戦は上田昭夫氏追悼試合を兼ねて開催された。会場には半旗が掲げられた。（2015年9月・神奈川県立保土ヶ谷公園ラグビー場）

### 死去
2015年7月23日に死去。62歳没。以前からアミロイドーシスの治療を行っていた。

## 主な出演番組
報道番組
| 期間         | 期間          | 番組名                  | 役職               | 担当日 | 備考 |
| ------------ | ------------- | ----------------------- | ------------------ | ------ | --- |
| 1988年4月1日 | 1989年3月31日 | FNN DATE LINE           | キャスター         | 平日   | |
| 1989年4月3日 | 1991年3月29日 | FNNスーパータイム       | キャスター         | 平日   | キャスター起用以前の1988年11月に当時キャスターであった逸見政孝の代役で3日間出演したことがある、スポーツコーナーのパートナーキャスターを兼務 |
| 1994年4月1日 | 1997年3月28日 | FNNスーパータイム       | スポーツキャスター | 平日   | |
| 1993年4月1日 | 1994年3月31日 | FNN おはよう!サンライズ | 司会               | 平日   | |

その他
- 「晴れたらイイねッ!」パーソナリティ（1996年4月〜2002年12月）
- 「ジャンクSPORTS」レギュラー（2001年度〜2003年度）

## 1985年度の日本一
慶大は、1985年度の第23回日本ラグビーフットボール選手権大会（1986年1月15日）で、トヨタ自動車を18-13で破り初優勝を果たした。下記は日本一の試合時におけるフィフティーンである。